# 大町 (郡山市)
大町（おおまち）は、福島県郡山市に所在する町丁である。郵便番号は963-8001。

## 地理
郡山市役所本庁所管地域である市街中心部に属する。北で富久山町久保田、東で大名艮、東宿、駅前、南で中町、西で清水台、赤木町、若葉町とそれぞれ隣接する。JR郡山駅西口市街地北部であり、住居表示が実施されている。旧国道4号（現福島県道57号郡山大越線、福島県道296号荒井郡山線）以東、駅前大通り（福島県道17号郡山停車場線）から北側の逢瀬川にかけての奥州街道沿いの繁華街を範囲とする。美術館通りを境に南に一丁目、北に二丁目が設置されている。駅にほど近い一丁目には飲食店やホテル、雑居ビルなどが立ち並び、駅から北に離れるにつれ住宅地が広がる。一丁目を東西に横切る日の出通り沿線では大町土地区画整理事業が実施されており、路線の拡幅などが勧められている。駅前に所在する郡山警察署駅前交番、および堂前町に所在する郡山消防署本署がそれぞれ管轄にあたる。

## 世帯数と人口
2024年1月1日現在の世帯数と人口は以下の通りである。
| 町丁 | 世帯数  | 人口    |
| ---- | ------- | ------- |
| 大町 | 607世帯 | 1,046人 |

## 小・中学校の学区
市立小・中学校に通う場合、学区は以下の通りとなる。
| 番地                      | 小学校             | 中学校                 |
| ------------------------- | ------------------ | ---------------------- |
| 下記を除く全域            | 郡山市立赤木小学校 | 郡山市立郡山第二中学校 |
| 一丁目1～12・13-17～13-20 | 郡山市立金透小学校 | 郡山市立郡山第二中学校 |

## 交通

### 道路
- 福島県道17号郡山停車場線（駅前大通り）
- 福島県道57号郡山大越線（一部旧国道4号昭和通り）
- 福島県道296号荒井郡山線（旧国道4号）
- 福島県道355号須賀川二本松線（旧奥州街道、大町通り）
- 一級市道31号大町大槻線
- 一級市道75号向河原大町線（美術館通り）
- 一般市道駅前二丁目長者二丁目線（都市計画道路 日の出通り線）
- 一般市道大町一丁目7号線（旧会津街道）

## 施設等
- おおまちてらす（旧星総合病院跡地）
- セブンイレブン 郡山大町1丁目店
- セブンイレブン 郡山大町2丁目店
- ローソン 郡山大町店
- 福島日産自動車 郡山大町店
- ニラク 郡山大町店
- ホテルクラウンヒルズ郡山
- 郡山ワシントンホテル